# Stanisław Hernisz

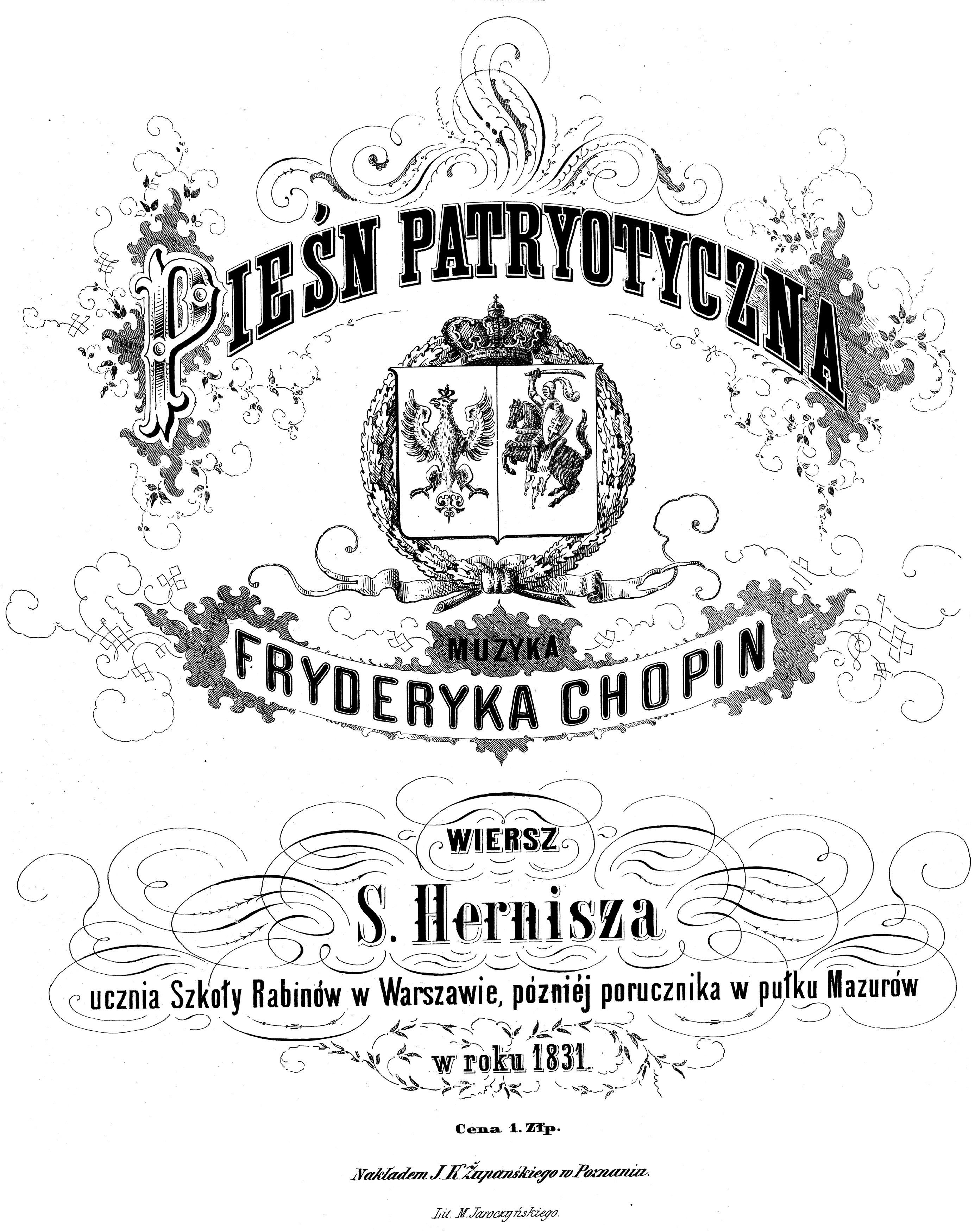
Patriotisches Lied

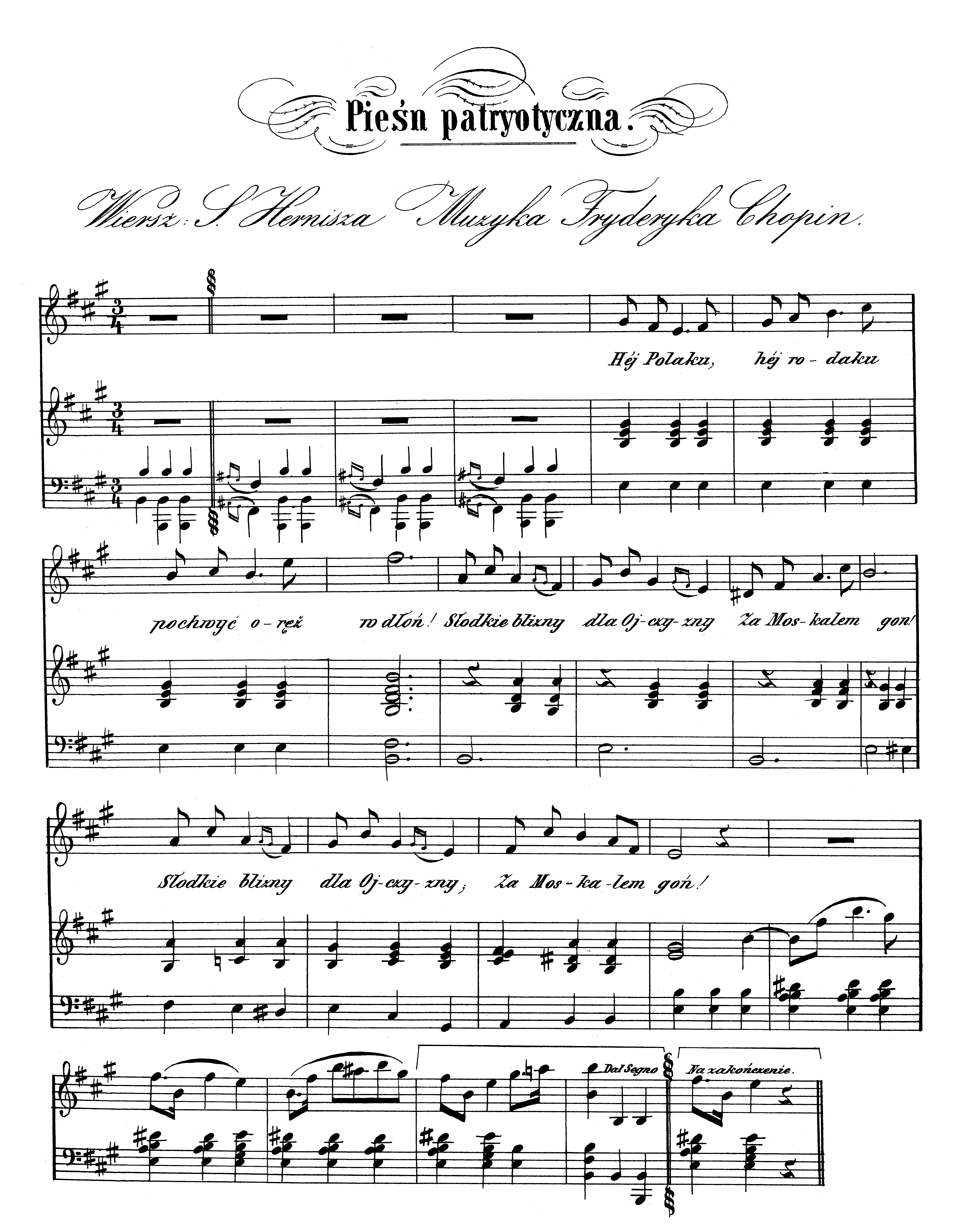
Patriotisches Lied

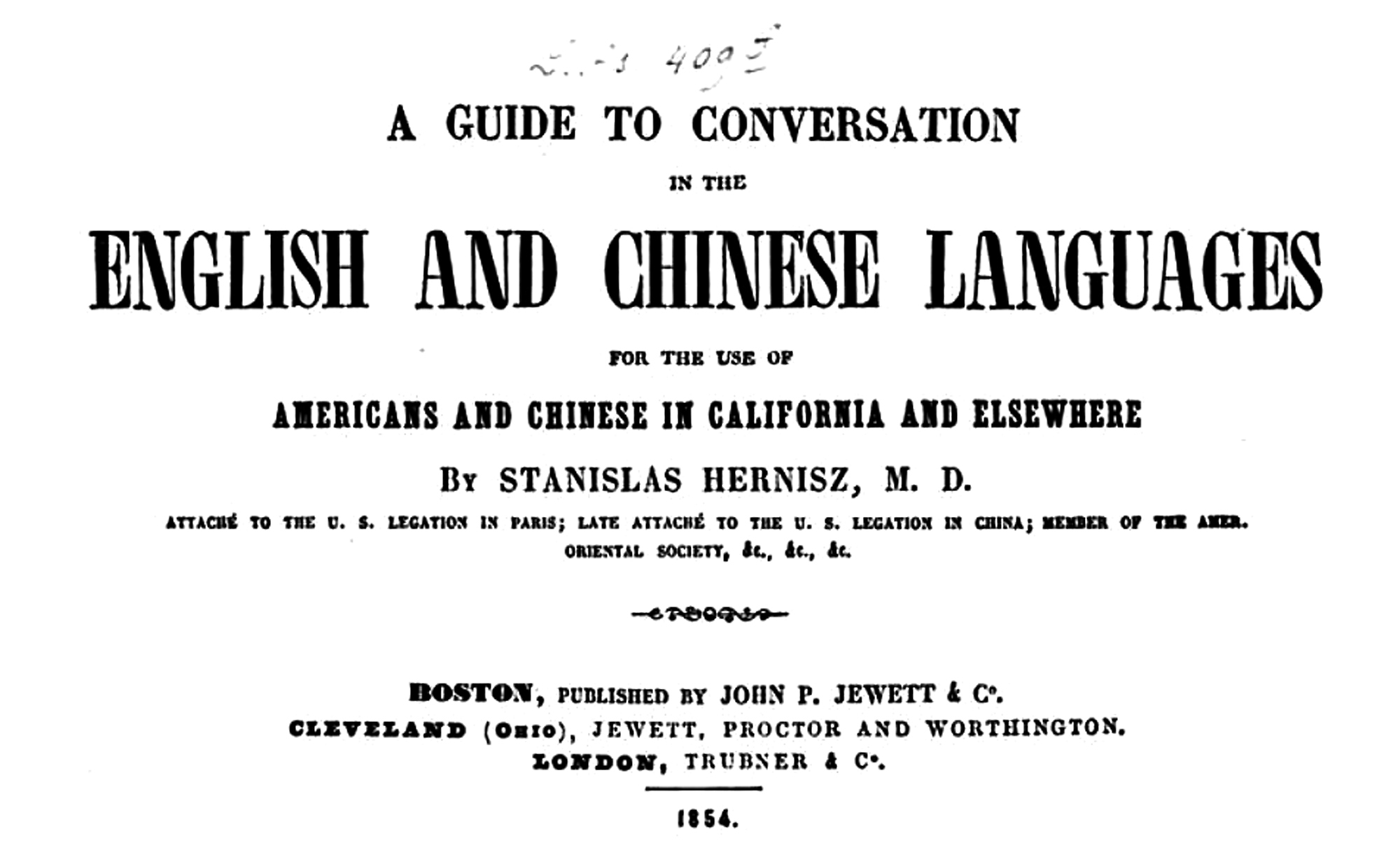
A guide to conversation 1854

Stanisław Hernisz (* um 1805 in Warschau; † 20. April 1866 in London) war ein jüdisch-polnischer Freiheitskämpfer und Schriftsteller.
Geboren in einer wohlhabenden Familie jüdischer Kaufleute, besuchte er die Warschauer Rabbinerschule. Fortschrittlich gesinnt, nach dem Ausbruch des polnischen Novemberaufstands 1831/1832 versuchte er trotz des Widerstandes konservativer Kreise gemeinsam mit Józef Berkowicz, dem Sohn von Berek Joselewicz eine jüdische Freiwilligenabteilung zu gründen. Um junge Juden zur Teilnahme am Aufstand aufzumuntern, schrieb ein patriotisches Lied, das im Posener J.K.-Żupański-Verlag erschien. Die Musik des Liedes stammte aus Frédéric Chopins Lied „Hulanka“ (Schwelgerei, Op. 74 Nr. 4, 1830) wurde aber von C-Dur nach E-Dur transponiert.
|  | Hej Polaku, hej rodaku Pochwyć oręż w dłoń Słodkie blizny, dla Ojczyzny Za Moskalem goń! (sechs Strophen) | O du Pole, o du Landsmann Greife zur Waffe, Süß sind die Schrammen, fürs Vaterland erlitten Vertreibe den Moskowiter! (sechs Strophen) |

Hernisz nahm im Dienstgrad eines Leutnants im 1. Masurenregiment am Novemberaufstand teil. Nach dem Scheitern des Aufstandes kam er nach Frankreich, wo er sich mit Publizistik beschäftigte. In Frankreich trat er in den Dienst des amerikanischen Außenministeriums ein. Danach emigrierte er in die Vereinigten Staaten und erhielt nach einem Medizinstudium den Doktortitel (M. D.). Danach wurde er Attaché bei der amerikanischen Botschaft in China. Hernisch war auch mit der medizinischen Betreuung des Botschaftspersonals beauftragt. Er wurde Mitglied von American Oriental Society und erlernte die chinesische Sprache. Am 6. Mai 1845, schon nach seiner Rückkehr aus China, veröffentlichte er eine Abhandlung über die chinesische Sprache. Hernisz gab 1854 in Boston ein Englisch-Chinesisches Konversationshandbuch für Amerikaner und Chinesen in Kalifornien und woanders bestimmt heraus. Das Buch sollte bei der Verständigung mit chinesischen Goldgräbern behilflich sein, die nach Kalifornien während des kalifornischen Goldrauschs 1848 bis 1854 kamen.
Nach seiner Rückkehr übte er eine Arztpraxis in Kalifornien aus.
Er starb in London während einer Dienstreise nach China, wo er einen Posten an der amerikanischen Botschaft übernehmen sollte.